# Ross Muir
Ross Muir (* 6. Oktober 1995 in Edinburgh) ist ein schottischer Snookerspieler.

## Karriere
Ross Muir tat sich bereits als erfolgreicher Jugendspieler hervor. Ab dem Alter von 12 Jahren spielte er Century Breaks, mit 14 gewann er den U15-Nachwuchswettbewerb Pontin’s Star of the Future und stand ein Jahr später im Finale der nächsthöheren Altersklasse. Er gewann 2009 den Junior Pot Black in Sheffield. Von der U14-Meisterschaft an gewann er mehrere Jugendtitel des schottischen Verbandes, er war Kapitän der U16-Mannschaft, die den Home-International-Titel gewann und 2013 gewann er mit 18 Jahren die schottische Snookermeisterschaft. Bereits seit der Jugend trägt er wegen der Behinderung durch schwitzende Hände einen Billardhandschuh, was zu seinem Markenzeichen geworden ist und ihm den Spitznamen The Glove from Above eingebracht hat.
Kurz darauf nahm er an der Q School teil, um sich für die Snooker Main Tour zu qualifizieren. Bereits im Jahr zuvor hatte er es erfolglos versucht, dieses Mal holte er im zweiten Turnier den Sieg in seiner Gruppe und sicherte sich damit die Teilnahme an den Profiturnieren für die folgenden beiden Jahre.
Seine ersten Erfolge in der Saison 2013/14 hatte er bei den Australian Goldfields Open 2013, wo er mit Siegen über James Cahill und Rod Lawler bis unter die letzten 64 vorstieß. Sein größter Erfolg in diesem Jahr war das Erreichen des Achtelfinals bei den Zhangjiagang Open, einem Turnier der Players Tour Championship. Auf dem Weg dorthin besiegte er mit dem Lokalmatador Ding Junhui erstmals einen Top-Ten-Spieler. Auch bei der Qualifikation für die Weltmeisterschaft überstand er die erste Runde, trotzdem kam er in der Weltrangliste in dieser Saison nicht unter die Top 100 und beendete das Spieljahr auf Platz 113. Im Jahr darauf wiederholte er beim Haining Open seinen Achtelfinalerfolg und auch bei den anderen beiden Turnieren der Asien-PTC-Tour konnte er punkten. Obwohl er bei anderen Turnieren nur mäßig erfolgreich war und als 99. der Weltrangliste aus der Main Tour gefallen wäre, bekam er über die Asien-PTC-Wertung erneut für zwei Jahre die Startberechtigung im Profi-Circuit.
Sein drittes Profijahr verlief dann erfolgreicher und es gab auch bei großen Turnieren meist Auftaktsiege, unter anderem einen 6:5-Sieg gegen Mark King bei der UK Championship. Auch bei der WM schaffte er es in Runde 2 und in der bereinigten Weltrangliste zu Beginn der Saison 2016/17 auf Platz 68.
In der Qualifikationsrunde zum German Masters 2017 erzielte er das erste Maximum Break seiner Karriere.

## Erfolge
- Sieger des Junior Pot Blacks 2009
- Schottischer Snookermeister 2013
- Europameister 2023